# Marsh One-Day Cup 2020/21
Der Marsh One-Day Cup 2020/21 war die 52. Austragung der nationalen List A Cricket-Meisterschaft in Australien. Der Wettbewerb wurde zwischen dem 15. Februar und 11. April 2021 zwischen sechs australischen First-Class-Vertretungen der Bundesstaaten ausgetragen. Im Finale konnte sich New South Wales mit 102 Runs gegen Western Australia durchsetzen.

## Format
Die sechs Mannschaften spielten in einer Gruppe einmal gegen jede andere Mannschaft. Für einen Sieg gab es vier Punkte, für ein Unentschieden oder No Result einen und für eine Niederlage keinen Punkt. Ein Bonuspunkt wurde vergeben, wenn bei einem Sinn die eigene Runzahl die des Gegners um das 1,25-fache überstieg, ein weiterer, wenn sie sogar mehr als das Doppelte des Gegners betrug. Des Weiteren war es möglich, dass Mannschaften Punkte abgezogen bekamen, wenn sie beispielsweise zu langsam spielten. Der Gruppenerste und Gruppenzweite bestritten das Finale.

## Resultate

### Gruppenphase
Tabelle
| Teams             | Sp. | S | N | U | R | NR | BP | Ded | Punkte | NRR    |
| ----------------- | --- | - | - | - | - | -- | -- | --- | ------ | ------ |
| New South Wales   | 5   | 4 | 0 | 0 | 0 | 1  | 2  | 0   | 19     | +1.505 |
| Western Australia | 5   | 3 | 1 | 0 | 0 | 1  | 4  | 0   | 17     | +1.311 |
| Queensland        | 5   | 3 | 1 | 0 | 0 | 1  | 2  | 0   | 15     | +1.020 |
| Tasmanien         | 5   | 2 | 3 | 0 | 0 | 0  | 2  | 0   | 10     | +0.023 |
| Victoria          | 5   | 1 | 3 | 0 | 0 | 1  | 0  | 0   | 5      | −1.226 |
| South Australia   | 5   | 0 | 5 | 0 | 0 | 0  | 0  | 0   | 0      | −2.256 |

### Finale
| 26. November Scorecard | Hobart | New South Wales 251-8 (50)           | – | Western Australia 149 (40.3) |
|                        |        | New Youth Wales gewinnt mit 102 Runs |   |                              |